# مارك جونسون (ملاكم)
مارك جونسون (بالإنجليزية: Mark Johnson)‏ مواليد 13 أغسطس 1971 في واشنطن العاصمة، هو ملاكم أمريكي يصنف ضمن فئة وزن الذبابة. حقق بطولة الاتحاد الدولي للملاكمة وبطولة منظمة الملاكمة العالمية.

## إحصائيات
خاض خلال مسيرته 49 نزالا، فاز في 44 ولم يتعادل وخسر في 5. فاز بالضربة القاضية في 28 نزالا.

## روابط خارجية
- مارك جونسون على موقع بوكس ريك (الإنجليزية) (registration required)